# Système hydraulique de Tourfan

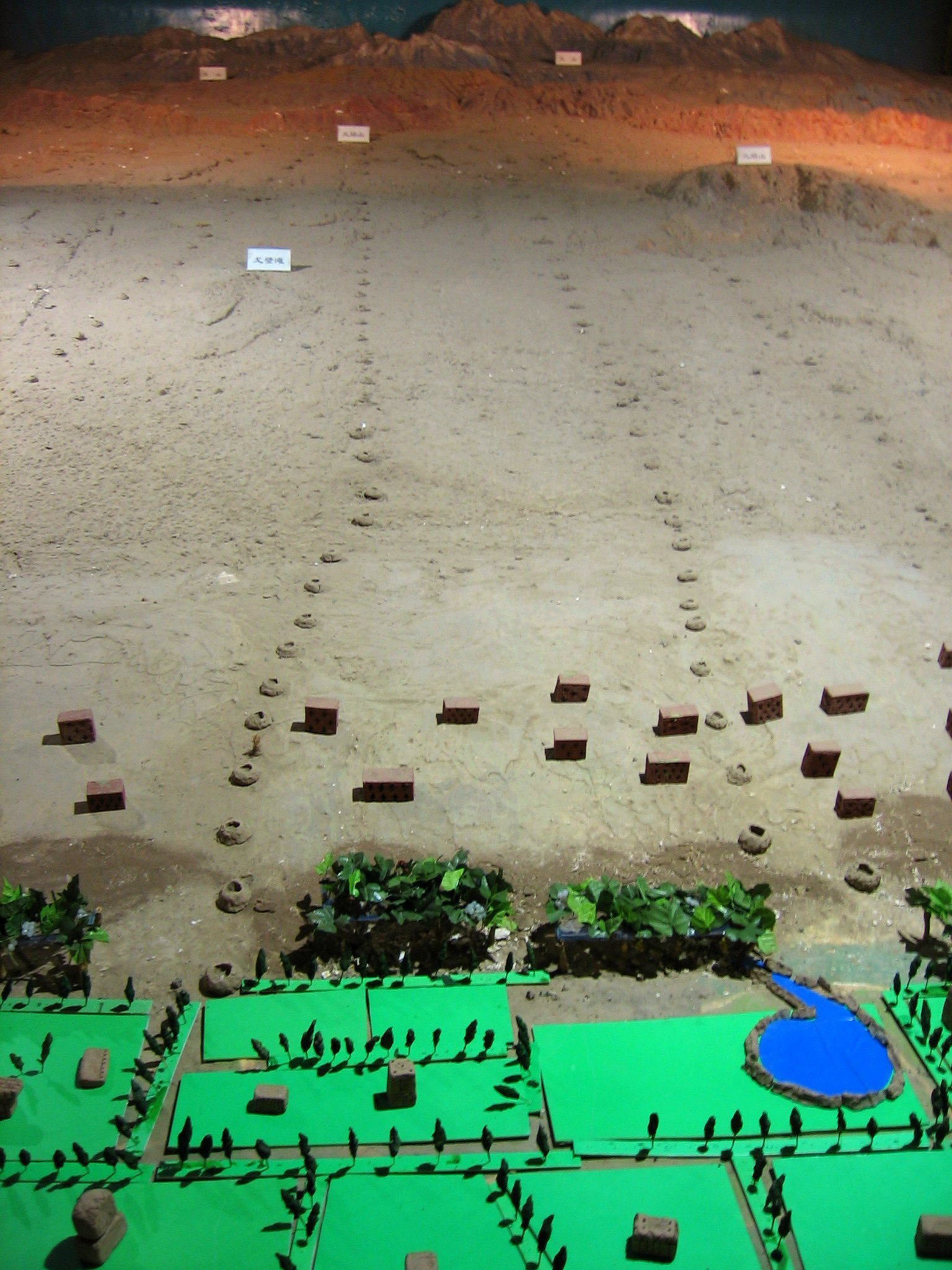
Une maquette du système hydraulique des karez de Tourfan au musée Tourfan Karez Paradise.

Le système hydraulique Tourfan ou système de karez de Tourfan (ouïghour : كارىز), est un système hydraulique et site archéologique situé à Tourfan dans la dépression de Tourfan, au Xinjiang, en Chine. Le système exploite un réseau de plus de 1100 tunnels verticaux reliés à une canalisation en pente douce développé par les ouïghours. Situé dans une région aride rendant l'agriculture complexe, ce système répond historiquement aux besoins locaux en collectant l'eau de ruissellement des montagnes environnantes au sein d'un réseau de plus de 5000 km.
Ce système joue un rôle crucial dans le développement de Tourfan en tant qu'oasis importante sur l'ancienne route de la soie longeant le désert du Taklamakan. Les origines exactes du système sont incertaines, remontant peut-être à la dynastie Han. Les premières fouilles archéologiques sur douze puits ne permettent de remonter qu'au XVe siècle.
Le mot karez signifie « puits » en ouïghour. Kariz est dérivé du mot persan Kahriz, qui est le mot désignant l'ancien système d'aqueduc iranien Qanat. Tourfan abrite le musée Tourfan Karez Paradise (une aire protégée de la République populaire de Chine), dédié à la démonstration de son système hydraulique, ainsi qu'à l'exposition d'autres objets historiques.

## Géographie
Au Xinjiang, le plus grand nombre de puits karez se trouve dans la dépression de Tourfan, où il reste aujourd'hui plus de 1 100 puits et canaux karez d'une longueur totale de plus de 5 000 km. La géographie locale rend les puits karez pratiques pour l'irrigation agricole et d'autres usages. Tourfan est situé dans la deuxième dépression géographique la plus profonde du monde, avec plus de 4 000 km2 de terres situées sous le niveau de la mer et dont le sol forme un bassin solide. Ce bassin est caractérisé par un climat continental aride.

## Description

Le système d’eau du karez est constitué d’un réseau de puits interconnectés.

Le système hydraulique karez de Tourfan est constitué d'une série horizontale de puits creusés verticalement qui sont ensuite reliés par des canaux d'eau souterrains pour collecter l'eau du ruissellement de surface du bassin versant de la base des montagnes Tian Shan et des monts Flamboyants. Les canaux canalisent l'eau vers la surface, profitant du courant fourni par la gravité de la pente descendante de la dépression de Tourfan. Les canaux sont en grande partie souterrains afin de réduire l'évaporation de l'eau et de rendre la pente suffisamment longue pour atteindre de grandes distances en étant uniquement alimentés par gravité,.
Le système comprend des puits, des barrages et des canaux souterrains construits pour stocker l’eau et contrôler le débit d’eau. Des puits verticaux sont creusés à divers endroits pour puiser dans les eaux souterraines qui s'écoulent sur des terrains en pente depuis la source, le ruissellement des montagnes. L'eau est ensuite acheminée par des canaux souterrains creusés du fond d'un puits vers le puits suivant, puis vers la destination souhaitée. Ce système hydraulique serait d'origine indigène en Chine, peut-être combiné à une technologie provenant de régions plus occidentales,,.
Le débit annuel des karez est, en 2008, de 294 000 000 m3, soit 30% des besoins du bassin de Tourfan.

## Histoire

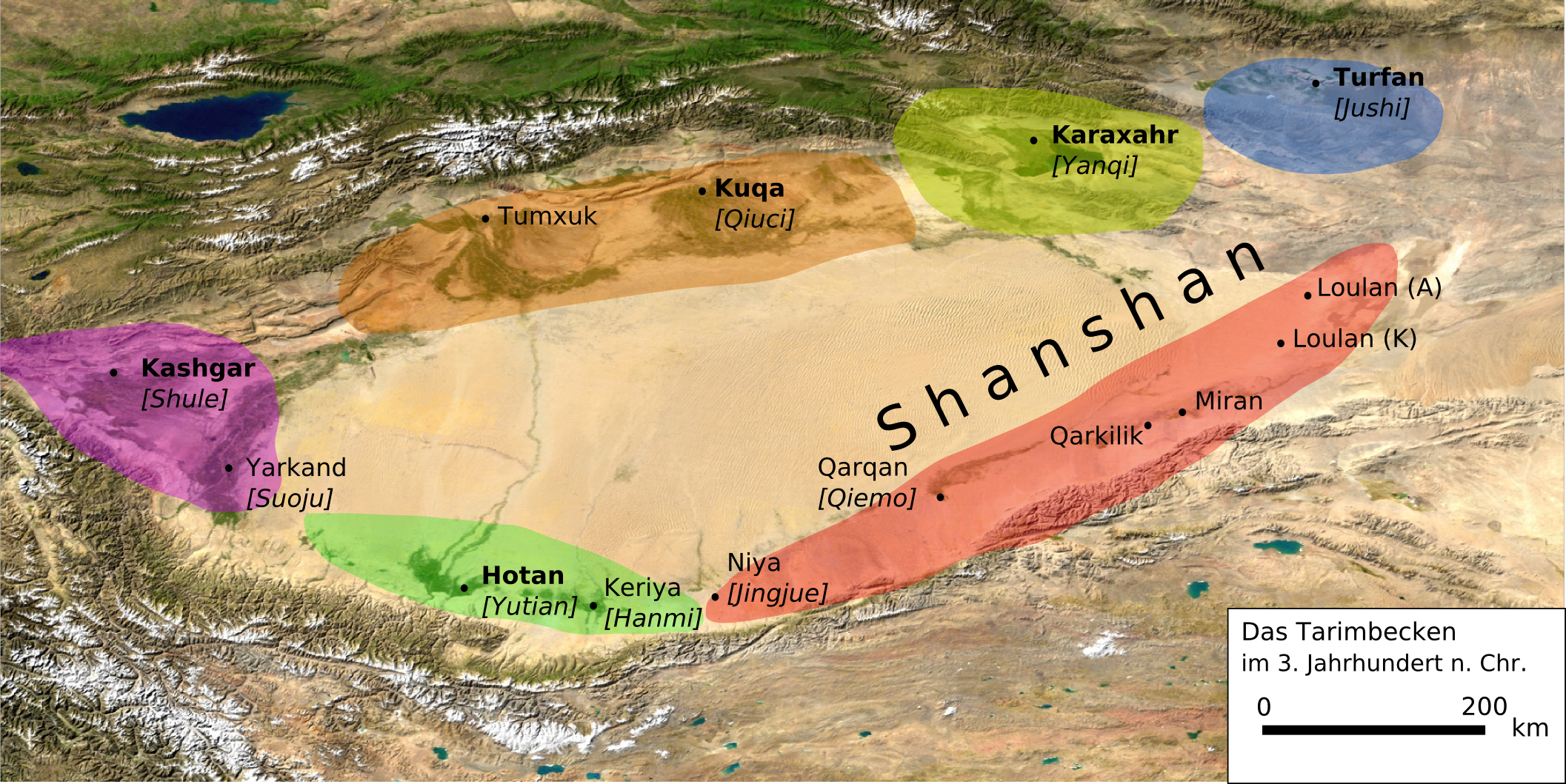
Carte indiquant l'emplacement de Tourfan (en haut à droite) sur la route de la soie

Les données relatives sur les karez sont très maigres et de nombreuses questions sur l'origine et la datation de ces puits restent entières. L’origine des karez dans la dépression de Tourfan est débattue. Certaines hypothèses suggèrent leur existence depuis environ 2000 ans, bien que les preuves archéologiques disponibles ne remontent pas au-delà du XVe siècle. La tradition orale évoque quant à elle une datation vers 1000 av. J-C.. Une hypothèse suggère que la construction, la maintenance et la réutilisation de ce système s'effectue en plusieurs phases plutôt que de manière continue.
L'approvisionnement en eau est essentiel à Tourfan, afin que l'oasis puisse desservir les nombreuses caravanes de la route de la soie qui s'y reposent près d'une route longeant le désert du Taklamakan. Les caravanes comprennent des marchands et des missionnaires avec leurs escortes armées, des animaux dont des chameaux, parfois au nombre de milliers, ainsi que des chameliers. Les caravanes ont besoin de pâturages pour leurs animaux, d'aires de repos, de bazars commerciaux pour faire des affaires et se réapprovisionner en nourriture et en eau.
Ces systèmes jouent un rôle dans l’organisation sociale et économique de la région. De nombreux autres villages se forment autour des points d’émergence des karez, et certains toponymes locaux reflètent encore cette relation. Les karez permettent le développement d’une agriculture diversifiée, essentielle pour soutenir les populations locales et répondre aux besoins des caravanes de la Route de la Soie, renforçant ainsi le rôle stratégique de Tourfan dans les échanges régionaux.
Les premiers textes historiques mentionnant explicitement les karez apparaissent sous la dynastie Qing. À cette époque, leur construction est ordonnée par les autorités locales ou financée par des élites pour améliorer l’approvisionnement en eau des communautés et soutenir l’agriculture.
À partir du milieu du XXe siècle, les karez commencent à être remplacés par des technologies modernes, telles que les pompes mécaniques. Ces dernières, plus efficaces en termes de débit, permettent de répondre à la demande croissante en eau due à l’expansion agricole et à la hausse démographique.

## Importance culturelle

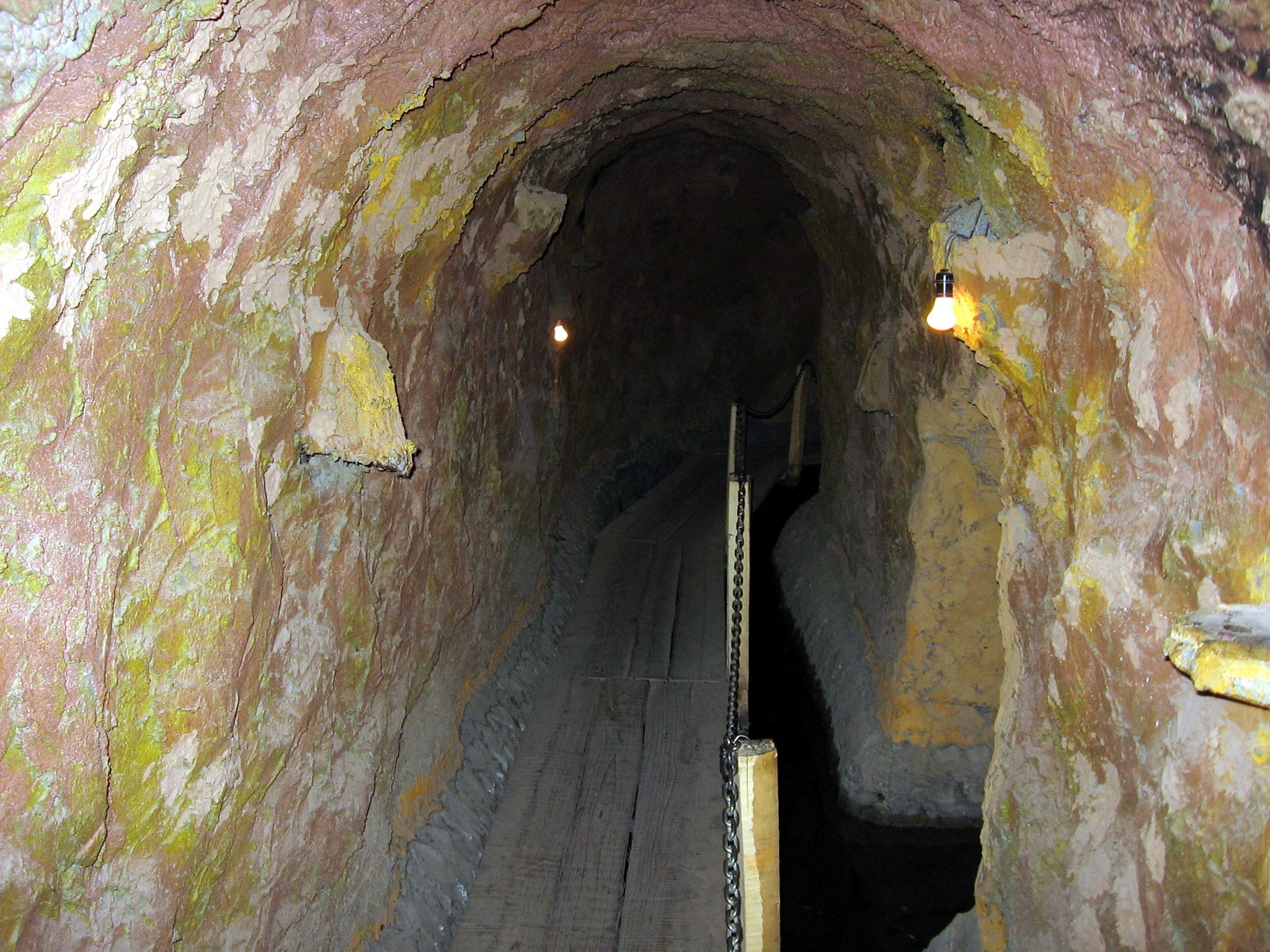
Galerie Karez près de Tourfan, Xinjiang, Chine

L'importance du système pour la survie des établissements humains, ainsi que le caractère dangereux de leur construction, est à l'origine de l'émergence d'un lien culturel avec les karez. Les rituels et cultes incluent des prières ainsi que des offrandes effectuées avant, pendant et après la construction. Ces offrandes, composées de nourriture, sont par ailleurs également à destination des travailleurs que la communauté locale a la charge de nourrir, loger et habiller.
Des drapeaux votifs, des amas de pierres parfois recouverts de textiles noués, et des inscriptions gravées dans la roche témoignent de la dévotion et des vœux des habitants. Ces éléments sont fréquemment localisés près des grottes, des puits ou des points de sortie des karez.
Les grottes sont souvent associées à des rituels de fertilité et de santé, tandis que les inscriptions gravées dans diverses écritures (mandarin, ouïghour, alphabet latin) peuvent inclure des noms, des dates ou des références au Coran. Ces pratiques culturelles sont complétées par des règles sociales interdisant la pollution ou les conflits près des karez, renforçant leur rôle dans l’identité locale et leur statut patrimonial. Ces traditions et croyances influencent profondément la manière dont les habitants interagissent avec le paysage dominé par les karez.

## Site potentiel du patrimoine mondial de l'UNESCO
Les puits Karez de la région de Turfan figurent sur la liste indicative des sites du patrimoine mondial de l'UNESCO pour la Chine.

## Menaces
Il y a 20 000 glaciers au Xinjiang, soit près de la moitié de tous les glaciers de Chine. La fonte naturelle des glaciers alimente depuis des milliers d'années les canaux souterrains, indépendamment de la saison. Mais depuis les années 1950, les glaciers du Xinjiang reculent de 21 à 27 % en raison du réchauffement climatique, réduisant l'approvisionnement en eau et menaçant la productivité agricole de la région.
Depuis les années 1960, et particulièrement depuis 1990, plusieurs karez se sont asséchés et sont abandonnés. En plus du réchauffement climatique, la demande en eau augmente à cause de l'augmentation démographique et de l'expansion agricole. À ceci s'ajoute la baisse du niveau des nappes phréatiques provoqué par leur exploitation excessive du pompage moderne. Les chercheurs estiment que d'ici 2030, les derniers karez cesseront de fonctionner.